# لاکتانتیوس

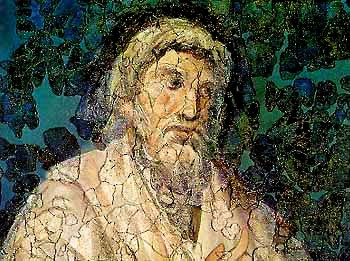
دیوارنگاره‌ای از لاکتانتیوس

لاکتانتیوس (زادهٔ پیرامون سال ۲۵۰ میلادی) مدافعه‌گر مسیحی و یکی از پدرانِ کلیسای لاتین بود.
او در آفریقا زاده شد و پیرامون سال ۳۰۰ میلادی ترسا شد.
لاکتانتیوس در سال ۳۱۶ میلادی آموزگار کریسپوس (Cryspus)، پسر امپراتور قسطنطینه کنستانتین یکم، شد. مهم‌ترین اثرش رساله‌ای است به نام سازمان‌های الهی (Institutiones divinae). او به دنبال ترتولیانوس مسیحیت را در مقابل فلسفه‌ها و ادیان یونانی - رومی قرار داد و معتقد بود که فلسفه از معنا تهی و خطا است. منطق بی‌فایده است و طبیعیات و اخلاق را نیز مکاتب مختلف فلسفی به‌طور متضادی بیان کرده‌اند. پس فلسفه به هیچوجه راه گشا به حکمت نیست. موجودات فناپذیر قادر به کسب حکمت به وسیلهٔ نیروهای طبیعی خود نیستند، باید که حکمت از خارج به آنها اعطا شود. یونانیان و رومیان حکمت را از دین جدا می‌کنند، فقط مسیحیت است که بین این دو اتحاد ایجاد می‌کند. فلسفه‌های یونانی - رومی نمی‌توانند بین انسان و خدا رابطه برقرار کنند، در حالی که در مسیحیت روحانی فیلسوف است و فیلسوف روحانی. بدین ترتیب در مسیحیت حکمت با دین جمع می‌شود و خداوند به عنوان منشأ هر دو، ضامن این جمع‌بندی است.
لاکتانتیوس بخشی از پیشگوییهای از میان‌رفته کی‌ویشتاسپ را نیز در این کتاب (هفتم) خود آورده‌است.